# رالف کارتر
رالف کارتر (انگلیسی: Ralph Carter؛ زادهٔ ۳۰ مهٔ ۱۹۶۱) بازیگر اهل ایالات متحده آمریکا است.